# Бондіна Варвара Федорівна
Варвара Федорівна Бондіна  (нар. 15 грудня 1903 — † ?) — радянський режисер монтажу.
Навчалася в Ярославському і Київському театральних технікумах.
З 1929 р. — асистент режисера по монтажу і монтажер Київської кіностудії ім. О. Довженка.

## Фільмографія
Режисер монтажу:
- 1939: «Вершники»
- 1941: «Богдан Хмельницький» (асистент по монтажу у співавт.)
- 1948: «Третій удар» (асистент режисера по монтажу)
- 1951: «Тарас Шевченко»
- 1951: «Молдавська казка»
- 1953: «Команда з нашої вулиці»
- 1954: «Андрієш»
- 1956: «300 років тому…»
- 1957: «Дорогою ціною»
- 1957: «Ластівка»
- 1958: «Сватання на Гончарівці»
- 1959: «Олекса Довбуш»
- 1960: «Роман і Франческа»
- 1961: «За двома зайцями»
- 1963: «Юнга зі шхуни „Колумб“»
- 1966: «Бур'ян»
- 1969: «Варчина земля» (т/ф, 4 с)
- 1970: «Назад дороги немає»
- 1971: «Лада з країни берендеїв»
- 1972: «Віра, Надія, Любов» та ін.